# Cao Xueqin
Cao Xueqin (n. 12 iulie 1724, Nanjing, Dinastia Qing – d. anii 1760, Beijing, Dinastia Qing) a fost un scriitor chinez. Este autorul cărții Visul din pavilionul roșu, lucrare ce este considerată de cei mai mulți ca fiind cel mai reușit roman scris în limba chineză.

## Familie
Cao Xueqin s-a născut într-un clan de chinezi Han, aflați în slujba familiei regale Manchu, în calitate de booi aha sau servitori pentru unitatea militară Cigu Niru, la sfârșitul anilor 1610. Strămoșii săi s-au remarcat în serviciul militar în unul din cele opt steaguri ale armatei Manchu și au ocupat apoi posturi de funcționari. După ce steagul lor a fost pus sub jurisdicția directă a împăratului Qing, familia lui Cao a deținut diverse funcții civile în cadrul Gospodăriei Imperiale.
În timpul domniei împăratului Kangxi, prestigiul și puterea clanului au atins apogeul. Bunicul lui Cao Xueqin, Cao Yin, a fost în copilărie partenerul de joacă al lui Kangxi, în timp ce mama lui Cao Yin, Doamna Sun, a fost doica lui Kangxi. La doi ani după ascensiunea sa, Kangxi l-a numit pe străbunicul lui Cao Xueqin, Cao Xi, Comisar al textilelor imperiale în orașul Jiangning (azi Nanjing), iar familia s-a mutat acolo.
La moartea lui Cao Xi în 1684, Cao Yin, confidentul personal al lui Kangxi, a preluat postul. Cao Yin a fost unul dintre cei mai importanți oameni de litere ai epocii și un pasionat colecționar de cărți. Jonathan Spence, istoric și specialist în studii despre civilizația chineză, remarcă puternicul element Manchu din viața acestor servitori ai Casei Imperiale. Ei au echilibrat cele două culturi: Cao Yin era pasionat de echitație, vânătoare și cultura militară Manchu, fiind, în același timp, un fin interpret al culturii chineze pentru populația Manchu. Până la începutul secolului al XVIII-lea, clanul Cao devenise atât de bogat și influent încât l-a găzduit de patru ori pe împăratul Kangxi în cele șase călătorii itinerante pe care le-a întreprins spre sud, în regiunea Nanjing. În 1705, împăratul, el însuși poet, i-a ordonat lui Cao Yin să culeagă toate shi (poeziile lirice) rămase din Dinastia Tang, astfel a apărut antologia completă a poeziilor Tang.
Când Cao Yin a murit în 1712, Kangxi a predat funcția singurului fiu al lui Cao Yin, Cao Yong. Cao Yong a murit în 1715. Kangxi a permis atunci familiei să adopte un nepot pe linie paternă, Cao Fu, ca fiu postum al lui Cao Yin, pentru a păstra în familie această funcție. Prin urmare, clanul a deținut funcția de Comisar Imperial pentru textile în Jiangning timp de trei generații.
La moartea lui Kangxi, i-a urmat pe tron împăratul Yongzheng, moment în care familia Cao și-a pierdut privilegiile. În 1727 Yongzheng le-a confiscat proprietățile, iar Cao Fu a fost întemnițat. Motivul aparent a fost gestionarea defectuoasă a fondurilor, deși este posibil ca această epurare să fi avut rațiuni politice. Când Cao Fu a fost eliberat un an mai târziu, familia săracă a fost obligată să se mute în Beijing. Cao Xueqin, pe atunci copil, a trăit în sărăcie împreună cu familia sa.

## Date biografice
Nu s-au păstrat mărturii despre copilăria și tinerețea lui Cao. Specialiștii în redologie încă dezbat data nașterii sale, deși s-a stabilit că a murit la vârsta de 40-50 de ani. Cao Xueqin era fiul fie al lui Cao Fu, fie al lui Cao Yong. Ceea ce se știe cu certitudine este că singurul fiu al lui Cao Yong s-a născut postum în 1715, iar unii redologi cred că acest fiu ar putea fi Cao Xueqin. Însă, în registrul clanului, singurul fiu al lui Cao Yong a fost înregistrat un anume Cao Tianyou. În plus, nici numele Cao Zhan și nici Cao Xueqin, numele cu care l-au cunoscut contemporanii săi, nu se regăsesc în registru. Majoritatea informațiilor despre Cao au fost transmise de contemporanii și prietenii săi.

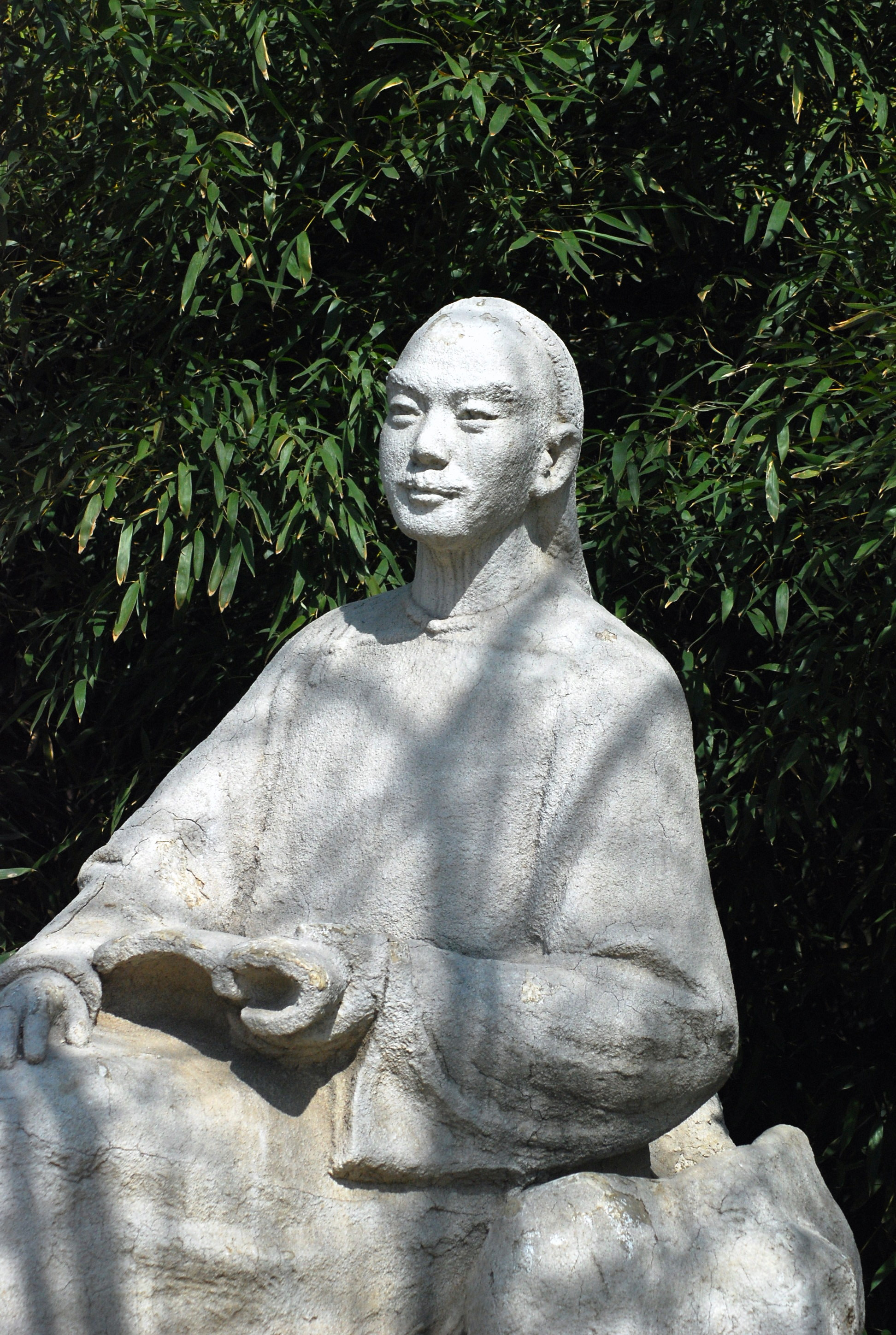
Statuia din piatră a lui Cao Xueqin

Cao a locuit în zona rurală din Beijing, iar mare parte din ultimii ani i-a trăit în sărăcie, doar din vânzarea tablourilor sale. Prietenii și rudele își amintesc de el ca fiind un om deosebit de cult și talentat, care a lucrat mai bine de zece ani la opera sa, Visul din pavilionul roșu. Destinul familiei lui Cao Xequin a cunoscut apogeul, prosperitatea supremă, pentru ca apoi să ajungă la polul opus, ceea ce a însemnat contactul lui cu suferința și cruzimea semenilor săi, dar și renunțarea la statutul și pedanteria clasei sale aristocrate. Toată această experiență l-a afectat și a transpus în opera sa durerea și deziluzia vieții sale. Visul din pavilionul roșu redă cel mai bine experiența lui tragică, sensiblitatea poetică, dorința lui de autocunoaștere. Cao a fost apreciat atât pentru picturile sale, care ilustrau cu precădere munți și stânci, cât și pentru poezia sa originală, ce a fost asemănată cu versurile poetului dinastiei Tang, Li He. Cao a murit în 1763-1764, când romanul său era aproape finalizat, deși unele pagini ale manuscrisului s-au rătăcit, fiind împrumutate de prieteni sau rude.
Cao a devenit celebru postum prin opera realizată de-a lungul vieții sale. Visul din pavilionul roșu este o frescă vie a unei familii ilustre de la apogeu la decăderea totală, iar romanul este de natură „semi-autobiografică”. Câteva rude și prieteni apropiați se ocupau de transcrierea romanului când a intervenit moartea bruscă a lui Cao, aparent în urma suferinței pricinuite de pierderea unuia dintre fiii săi. Nu mult după moartea lui Cao, copiile scrise de mână existente ale acestei lucrări de aproximativ 80 de capitole erau larg răspândite în Beijing, iar exemplarele copiate de scribi au devenit rapid obiecte de colecție foarte valoroase.
În 1791, Cheng Weiyuan și Gao E, care au susținut că au acces la manuscrisele lui Cao, au editat și a publicat o versiune „completă” de 120 de capitole. Aceasta a fost prima ediție tipărită pe lemn a romanului. Retipărită un an mai târziu cu mai multe revizuiri, această ediție de 120 de capitole este cea mai tipărită versiune a romanului. Mulți critici și istorici moderni contestă ultimele 40 de capitole ca fiind scrise tot de Cao.
În prezent, Cao continuă să aibă influență asupra noilor generații de romancieri și poeți chinezi, cum ar fi An Qi, cea care i-a adus un omagiu în poemul ei „Lui Cao Xueqin”.